# 江原政光
江原 政光（えはら まさみつ、1969年5月15日 - ）は、大阪府出身の元自転車競技選手。

## 来歴
法政大学を経て、シマノレーシングに加入。
1992年のバルセロナオリンピックに出場
- 個人追抜 15位
- 団体追抜 15位

1994年
- ツール・ド・北海道で山岳賞を獲得。

現在、シマノの社業の傍ら、ロードレースのテレビ解説などでも活動している。

## エピソード
疋田智との立ち話で、以下の発言を行ったとされており、ゆえに、自転車関係者の間では「名言」となっている。
- 『日本にはまだ未発掘の大きな油田がある。しかもその油は、燃やしても京都議定書に引っかかるような地球温暖化ガスを出さない。その油とは、多くの人が腹に抱える皮下脂肪である。』

大阪ABCラジオ、『小山乃里子のハートにスニーカー』出演時にも上記と同様の発言をされています。